# La Cambe
La Cambe é uma comuna francesa na região administrativa da Normandia, no departamento Calvados. Estende-se por uma área de 11,09 quilômetros quadrados. Em 2010 a comuna tinha 563 habitantes (densidade: 50,8 hab./km²).